# Lena Tracy Hanks
Lena (Lenda) Tracy Hanks (1879-1944) fue una algóloga y botánica estadounidense En 1902 obtuvo su M.Sc. en la Universidad de Columbia
Fue una curadora del Museo en el Jardín Botánico de Nueva York.

## Algunas publicaciones
- lenda tracy Hanks. 1902. The North American Geraniaceae

### Libros
- john kunkel Small, lenda tracy Hanks, nathaniel lord Britton. 1963. Geraniales. 87 pp.

- La abreviatura «Hanks» se emplea para indicar a Lena Tracy Hanks como autoridad en la descripción y clasificación científica de los vegetales.[4]